# Piracanjuba
Piracanjuba là một đô thị thuộc bang Goiás, Brasil. Đô thị này có diện tích 2405,114 km², dân số năm 2007 là 24377 người, mật độ 10,1 người/km².